# フィリップ・ミラー (園芸家)

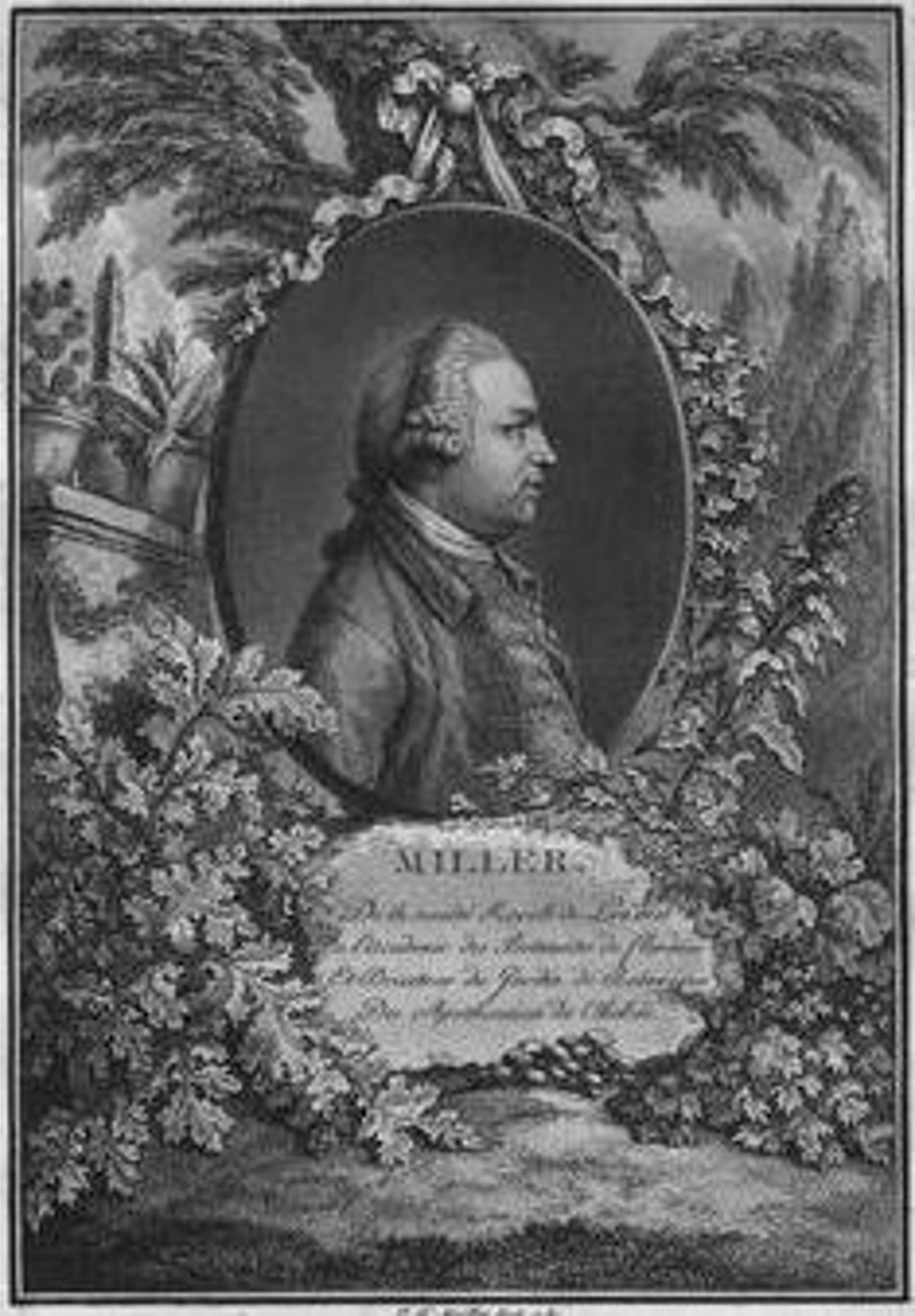
フィリップ・ミラー

フィリップ・ミラー（Philip Miller、1691年 - 1771年12月18日）は、スコットランドの園芸家、植物学者である。1731年の著作『園芸事典』（The Gardeners Dictionary）で知られる。
デプトフォードの農家の息子に生まれた。1721年から、チェルシー薬草園の学芸員として活躍し、没する直前まで園長を務め、野菜・果実・花の品種改良や海外から集めた植物の栽培を行い、チェルシー薬草園を当時最も充実した植物園にした。後にキューガーデンで働くウィリアム・エイトンやウィリアム・フォーサイスを育てた。世界最高級の綿花とされる「シーアイランドコットン」はミラーが品種改良したものが植民地で栽培されるようになったものである。1730年に王立協会の会員に選ばれた。
1724年に、Gardener's and Florists Dictionary（または Complete System of Horticulture）を出版し、1731年に『園芸事典』（Gardener's Dictionary）を出版した。『園芸事典』は何度も改訂され、Job Basterによってオランダ語に翻訳された。1760年に『園芸事典』に記載された植物から300種類の図集『園芸事典収録植物図集』を出版した。
ミラーはカール・フォン・リンネの分類法に批判的で、『園芸事典』でジョゼフ・ピトン・ド・トゥルヌフォールやジョン・レイの属名を用い、1768年の改訂版までリンネの種名を採用しなかった。

## 著作
- The Gardeners and Florists Dictionary (1724)
- The Gardeners Dictionary vol.1 vol.2 (1735)
- The Gardeners Kalendar (1754)